# George Armstrong
George "Geordie" Armstrong (ur. 9 sierpnia 1944, zm. 1 listopada 2000) – angielski piłkarz i trener. Głównie związany z Arsenalem.